# Santuario della Beata Vergine Assunta di Loreto
La chiesa Parrocchiale di Santa Maria Assunta o santuario della Madonna Assunta è una chiesa situata a Loreto, frazione di Oleggio, in provincia e diocesi di Novara; fa parte dell'unità pastorale di Oleggio.
 Il santuario si trova a nordest del centro storico, in una zona di importante interesse archeologico. La chiesa è originariamente intitolata alla Madonna di Loreto, anche se non vi sono documenti sull'origine locale della devozione.

## Storia
Il primo documento a testimonianza della costruzione del santuario risale al 20 agosto 1600 e contiene i nominativi dei deputati eletti per curare i lavori di costruzione del santuario. Secondo quanto riportato nella relazione della visita pastorale dell'allora Vescovo di Novara Ferdinando Taverna, la prima fase di costruzione è iniziata nel 1611 e si è conclusa nel 1618. Nonostante ciò, la costruzione risale a prima del 1611, forse anche agli ultimi anni del secolo precedente, in concomitanza con la costruzione della chiesa di Santa Maria di Loreto ad Arona. Entrambe le chiese sono dedicate al culto mariano postridentino, ed alla sua diffusione nel Novarese. Nel 1620 fu edificata l'adiacente casa parrocchiale.
Nel 1741-1744, grazie all'intervento della popolazione locale, l'abside viene ricostruita e l'altare rinnovato con marmi policromi. Negli anni successivi grazie al contributo finanziario delle corporazioni dei mestieri di Oleggio viene realizzata la nuova sacrestia e decorata la volta. 
Risalgono al XIX secolo il completamento della facciata con le opere dello scultore locale Giuseppe Argenti, la decorazione pittorica interna, e la creazione del sagrato esterno, realizzato con un acciottolato bicromo.
Prima del 1890 alcuni locali del santuario furono adibiti a lazzaretto per i malati infettivi, chiuso poi nel 1935.

## Descrizione

### Esterno
L'edificio fu realizzato su disegno di Pellegrino Tibaldi. La facciata, rivolta ad ovest, riprende il modello romano in clima controriformista con una ripartizione in doppio ordine corinzio. 
Nelle due nicchie poste sopra lo zoccolo di pietra si trovano due statue raffiguranti San Paolo apostolo con la spada, a sinistra, e San Pietro apostolo, a destra, con le chiavi. Sopra le statue si trovano dei riquadri contenenti i loro attributi: le insegne pontificali per San Pietro e la spada e la croce per San Paolo. Per entrambi è anche raffigurata la palma del martirio.
Due porte laterali, ora murate, completano la parte bassa della facciata, sopra di esse vi sono due bassorilievi rappresentanti l'Annunciazione e la Visitazione di Maria ed Elisabetta. Il registro superiore è caratterizzato dalle statue di san Giovanni Battista e sant'Antonio da Padova con in braccio il Bambin Gesù. Nella nicchia di sinistra è raffigurato un santo vescovo, mentre in quella di destra forse San Giuseppe falegname. Concludono la serie di statue del registro una santa con libro ed un santo con barba.
Nel timpano triangolare che sovrasta la facciata si trova la statua dell'Assunzione della Vergine Maria, accompagnata da due putti.
La facciata viene completata con le statue ed i bassorilievi solo negli anni settanta del XIX secolo.
Un viale alberato, disegnato a fine XVIII da Stefano Ignazio Melchioni, caratterizza la zona di fronte al Santuario.

### Interno
L'interno del Santuario ha una struttura a tre navate. In fondo alla navata maggiore si trova l'abside semicircolare. Tiburio e cupola hanno una struttura ottagonale. La sacrestia è sita a sud del presbiterio, mentre il campanile si trova nell'angolo nordorientale.
Ai due lati dell'altare si trovano gli altari di santa Caterina, a destra, e di santa Cristina, a sinistra. Il secondo è arricchito da una tela raffigurante il Martirio di Santa Cristina, attribuito al Morazzone.